# Dekanat Prabuty
Dekanat Prabuty – jeden z 21 dekanatów w rzymskokatolickiej diecezji elbląskiej.

## Parafie
W skład dekanatu wchodzi 5 parafii:
- parafia Zwiastowania Pańskiego – Nowa Wioska
- parafia MB Anielskiej – Obrzynowo
- parafia św. Wojciecha – Prabuty
- parafia św. Stanisława Kostki – Rodowo
- parafia Trójcy Przenajświętszej – Trumiejki

## Sąsiednie dekanaty
Dzierzgoń, Kwidzyn – Zatorze, Susz, Sztum